# Óscar Bernal
Óscar Antonio Bernal López (ur. 28 września 1995 w Ciudad Juárez) – meksykański piłkarz występujący na pozycji środkowego lub prawego obrońcy.